# Special Broadcasting Service
Special Broadcasting Service é uma emissora de televisão australiana.

## Histórico
Como resultado da extensa imigração pós-guerra para a Austrália após a Segunda Guerra Mundial, o governo federal começou a considerar a necessidade de "transmissão étnica" - programação voltada para minorias étnicas e principalmente para idiomas do que o inglês. Até 1970, as estações de rádio eram impedidas por lei de transmitir em línguas estrangeiras por mais de 2,5 horas por semana.